# Betway
The Betway Group (також Betway або betWay) — це компанія, що займається азартними онлайн-іграми під низкою торгових марок, включаючи Betway Sportsbook, Betway Casino, Betway Vegas, Betway Bingo і Betway Poker.

## Опис
Основний бренд «Betway» — це міжнародна азартна компанія, яка працює на онлайн-ринках та має ліцензії у Британії, на Мальті, Італії, Данії, Іспанії, Бельгії, Німеччині, Швеції, Мексиці, Південній Африці, Португалії та Ірландії.
Група Betway базується на Мальті та Гернсі, додаткові офіси діють в Лондоні, Кейптауні та на острові Мен, вона є членом Європейської асоціації спортивної безпеки Незалежної служби вирішення проблем ставок, Асоціації віддалених азартних ігор і акредитована міжнародним тестувальним агентством eCOGRA. Група Betway має партнерські відносини з Федерацією професійних гравців, яка пропагує, захищає та розвиває колективні інтереси професійних спортсменів у Британії.
2020 року Betway в очікуванні легалізації онлайнових казино в Нідерландах приєдналася до асоціації онлайн-гемблінгу Нідерландів (NOGA).

## Інциденти
Розслідування BBC щодо залежності від азартних ігор, пов'язане зі спортивною рекламою, виявило, що в одному випадку Betway заохочував схильних до лудоманії продовжувати грати, пропонуючи бонуси та безкоштовні ставки, навіть після прямого звернення гравця з поясненням проблеми.
У березні 2020 року Betway було оштрафовано на 11,6 млн фунтів за недостатню перевірку клієнтів та відмивання грошей, що дозволило одному клієнту внести депозит на суму понад 8 млн фунтів і витратити понад 4 млн протягом чотирьох років. У червні 2020 року компанія оголосила, що забороняє передачу гравців та управлінських робіт у футболі. Це сталося після скандалів через маніпуляції та корупцію. У США компанія працює у Вірджинії, Колорадо, Індіані, Нью-Джерсі, Айові, Аризоні та Пенсильванії.

## Спонсорство
Betway спонсорувала низку спортивних заходів у Британії через свій бренд спортивних ставок Betway, включаючи бокс, дартс, футбол, снукер, теніс, скачки та кіберспорт.
2014—2017 — компанія мала спонсорську угоду з Прем'єр-лігою Дартс, а потім стала головним спонсором матчу Карла Фроча проти Джорджа Гроувса, який відбувся на стадіоні Вемблі.
2014 року Betway спонсорував свої перші великі британські перегони на конях Chase Champion Champion на фестивалі в Челтнемі, 2015 року почав спонсорство перегонів Лінкольн гандикап", Кубок Честера, Великі ставки Вольтігера та Кубок Йоркширу.
У лютому 2015 року Betway став головним спонсором футбольного клубу Вест Гем Юнайтед терміном на два роки на суму 20 млн фунтів, після того як колишній спонсор Альпарі подав заяву про неплатоспроможність у січні 2015 року.
2015 року World Snooker підтвердив, що Betway стане спонсором чемпіонату Британії в рамках трирічної угоди, після чого Betway підписала угоду про спонсорство найбільшого електронного спортивного турніру у Британії.
Наприкінці 2015 року Міжнародна федерація тенісу оголосила, що Betway має стати міжнародним спонсором змагань з тенісу Кубку Біллі Джин Кінг та Кубку Девіса. Команда на чолі з Енді Мюрреєм тоді виграла Кубок Девіса вперше з 1936 р.
У вересні 2016 року Betway став головним спонсором кіберспортивної команди Ninjas in Pyjamas.
2016 року Betway уклав спонсорські угоди з бельгійським клубом Андерлехт у Бельгійській футбольній асоціації та Pro League в боротьбі за Кубок країни.
2017 року Betway підписав контракт на три роки з іподромом Aintree, ставши офіційним партнером Національного гранд-фестивалю.

## Амбасадори
З 2014 року Betway залучив низку бренд-амбасадорів, включаючи колишнього гравця в крикет і телеведучого Саймона Хьюза, більш відомого як The Analyst, чемпіона Британії з мисливських перегонів, жокея, Річарда Джонсона, жокея, чемпіона 2015 року, Сільвестра де Соузу та колишнього чемпіона Ірландії, жокея Деві Рассела.
Серед попередніх амбасадорів — переможець чемпіонату світу з регбі в Англії Майк Тиндалл, екс-гравець збірної Ірландії Девід Уоллес та ведуча новин гольфу на Sky Sports Сара Стірк.

## Джекпоти
У жовтні 2015 року Betway виплатила 17,9 млн євро (20 млн $) Джону Хейвуду з Британії як джекпот на слоті Mega Moolah. Це стало рекордом Гіннеса, як найбільша виплата джекпотів в онлайн-ігрових автоматах.

## Інші марки
У червні 2015 року Betway Bingo був нагороджений як найкращий новий сайт онлайн-бінго за версією WhichBingo Awards 2015.

## Нагороди
2022 — Кіберспортивний оператор року (Esports Operator of the Year), SBC Awards